# Эвьен, Хокон
Хокон Эвьен (норв. Håkon Evjen; род. 14 февраля 2000, Нарвик, Нурланн) — норвежский футболист, полузащитник клуба «Будё-Глимт».

## Клубная карьера
Эвьен — воспитанник клубов «Мьёльнер» и «Будё-Глимт». 22 октября 2017 года в матче против «Йерва» он дебютировал в Первой лиге Норвегии в составе последнего. По итогам сезона Эвьен помог команде выйти в элиту. 29 апреля 2018 года в матче против «Сарпсборг 08» он дебютировал в Типпелиге. 27 мая в поединке против «Ранхейма» Хакон забил свой первый гол за «Будё-Глимт».
В январе 2024 года вернулся обратно в «Будё-Глимт», подписав четырехлетний контракт.

## Международная карьера
В 2017 году в составе юношеской сборной Норвегии Эвьен принял участие в юношеском чемпионате Европы в Хорватии. На турнире он сыграл в матчах против команд Англии и  Нидерландов.

## Статистика

### Матчи Эвьена за сборную Норвегии
| Матчи Эвьена за сборную Норвегии | Матчи Эвьена за сборную Норвегии | Матчи Эвьена за сборную Норвегии | Матчи Эвьена за сборную Норвегии | Матчи Эвьена за сборную Норвегии | Матчи Эвьена за сборную Норвегии |
| -------------------------------- | -------------------------------- | -------------------------------- | -------------------------------- | -------------------------------- | -------------------------------- |
| №                                | Дата                             | Соперник                         | Счёт                             | Голы Эвьена                      | Соревнование                     |
| 1                                | 18 ноября 2020                   | Австрия                          | 1:1                              | —                                | Лига наций УЕФА 2020/2021        |

Итого: 1 матч / 0 голов; 0 побед, 1 ничья, 0 поражений.